# IX legislatura della Repubblica Italiana
La IX Legislatura della Repubblica Italiana è stata in carica dal 12 luglio 1983 al 1º luglio 1987.

## Cronologia
La maggioranza che si costituisce in Parlamento continua ad essere determinata dal cosiddetto Pentapartito: l'asse DC - PSI, in alleanza con PRI, PSDI e PLI.
Nell'ultima fase, Amintore Fanfani costituisce un governo monocolore democristiano, che dura in carica soltanto undici giorni.
Attraverso gli Accordi di Villa Madama avviene la revisione del Concordato tra Italia e Santa Sede.

## Governi
- Governo Craxi I
  - Dal 4 agosto 1983 al 1º agosto 1986
  - Presidente del Consiglio dei ministri: Bettino Craxi (PSI)
  - Composizione del governo: DC, PSI, PSDI, PLI, PRI

Bettino Craxi, Presidente del Consiglio dal 4 agosto 1983 al 17 aprile 1987.

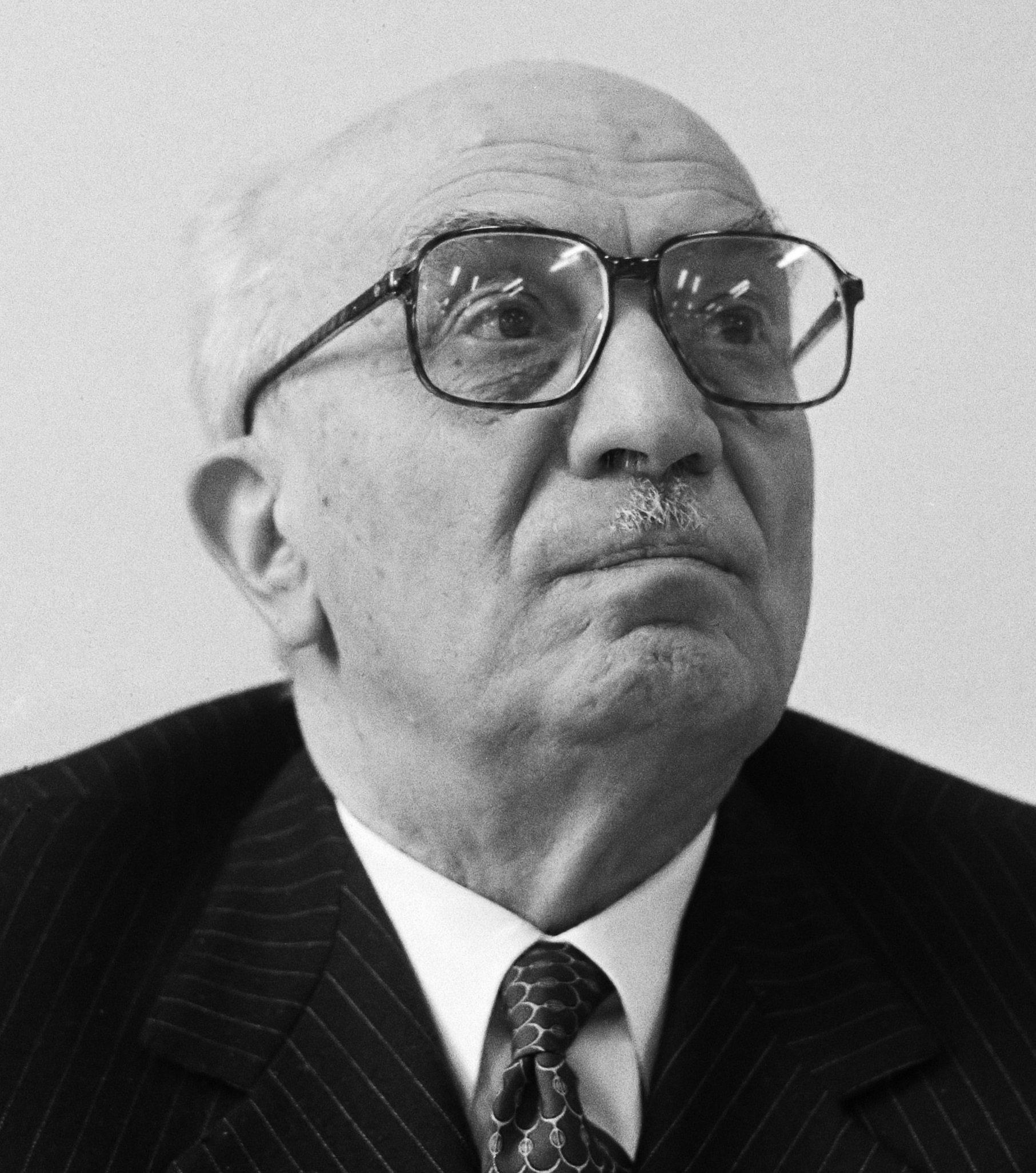
Amintore Fanfani, Presidente del Consiglio dal 17 aprile 1987 al 28 luglio 1987.

- Governo Craxi II
  - Dal 1º agosto 1986 al 17 aprile 1987
  - Presidente del Consiglio dei ministri: Bettino Craxi (PSI)
  - Composizione del governo: DC, PSI, PSDI, PLI, PRI
- Governo Fanfani VI
  - Dal 17 aprile 1987 al 28 luglio 1987
  - Presidente del Consiglio dei ministri: Amintore Fanfani (DC)
  - Composizione del governo: DC, indipendenti

## Camera dei deputati

### Ufficio di Presidenza

#### Presidente
Leonilde Iotti (PCI) - L'elezione è avvenuta il 12 luglio 1983.

#### Vice presidenti
- Oscar Luigi Scalfaro (DC) [fino al 04/08/1983]
- Giuseppe Azzaro (DC) [dal 29/09/1983]
- Oddo Biasini (PRI)
- Aldo Aniasi (PSI)
- Vito Lattanzio (DC)

#### Questori
- Luigi Giglia (DC) [fino al 21/12/1983]
- Luciano Radi (DC) [dal 19/01/1984]
- Mauro Seppia (PSI)
- Bruno Fracchia (PCI) [fino al 17/07/1986]
- Rubes Triva (PCI) [dal 17/07/1986]

#### Segretari
- Eriase Belardi Merlo (PCI)
- Giancarla Codrignani (Sin. Ind.)
- Filippo Fiandrotti (PSI)
- Pietro Zoppi (DC)
- Renzo Patria (DC)
- Egidio Sterpa (PLI)
- Antonio Guarra (MSI-DN)
- Giuseppe Amadei (PSDI) [fino al 28/11/1984]
- Dino Madaudo (PSDI) [dal 28/11/1984]

### Capigruppo parlamentari
| Gruppo parlamentare | Gruppo parlamentare                           | Presidente | Seggi     |
| ------------------- | --------------------------------------------- | --- | --------- |
|                     | Democrazia Cristiana                          | Virginio Rognoni [fino al 01/08/1986] Mino Martinazzoli [dall'08/10/1986]                                                   | 226 / 630 |
|                     | Partito Comunista Italiano                    | Giorgio Napolitano [fino al 07/05/1986] Renato Zangheri [dal 07/05/1986]                                                    | 177 / 630 |
|                     | Partito Socialista Italiano                   | Rino Formica [fino al 01/08/1986] Lelio Lagorio [dal 06/08/1986]                                                            | 74 / 630  |
|                     | Movimento Sociale Italiano - Destra Nazionale | Alfredo Pazzaglia | 42 / 630  |
|                     | Repubblicano                                  | Adolfo Battaglia | 29 / 630  |
|                     | Partito Socialista Democratico Italiano       | Alessandro Reggiani | 22 / 630  |
|                     | Sinistra indipendente                         | Stefano Rodotà | 20 / 630  |
|                     | Partito Liberale Italiano                     | Aldo Bozzi | 16 / 630  |
|                     | Partito Radicale                              | Marco Pannella [fino al 06/03/1984] Roberto Cicciomessere [dal 06/03/1984 al 13/11/1984] Francesco Rutelli [dal 26/11/1984] | 9 / 630   |
|                     | Misto                                         | Luca Cafiero [fino al 01/12/1984] Cesare Dujany [dal 10/12/1984]                                                            | 8 / 630   |
|                     | Democrazia Proletaria                         | Massimo Gorla | 7 / 630   |

### Commissioni parlamentari
| #    | Commissione | Presidente                             | Presidente                                   |
| ---- | --- | -------------------------------------- | -------------------------------------------- |
| I    | Affari costituzionali - organizzazione dello stato - regioni - disciplina generale del rapporto di pubblico impiego |                                        | Silvano Labriola (PSI)                       |
| II   | Affari della Presidenza del Consiglio - affari interni e di culto - enti pubblici                                   |                                        | Luigi Preti (PSDI)                           |
| III  | Affari esteri - emigrazione                                                                                         |                                        | Giorgio La Malfa (PRI)                       |
| IV   | Giustizia |                                        | Roland Riz (Misto-SVP)                       |
| V    | Bilancio e programmazione - partecipazioni statali                                                                  |                                        | Paolo Cirino Pomicino (DC)                   |
| VI   | Finanze e Tesoro |                                        | Giorgio Ruffolo (PSI)                        |
| VII  | Difesa |                                        | Attilio Ruffini (DC)                         |
| VIII | Istruzione e belle arti                                                                                             |                                        | Francesco Casati (DC)                        |
| IX   | Lavori pubblici |                                        | Giuseppe Botta (DC)                          |
| X    | Trasporti e aviazione civile - marina mercantile - poste e telecomunicazioni                                        |                                        | Girolamo La Penna (DC)                       |
| XI   | Agricoltura e foreste                                                                                               |                                        | Mario Campagnoli (DC)                        |
| XII  | Industria e commercio - artigianato - commercio estero                                                              |                                        | Severino Citaristi (DC) [fino al 07/10/1986] |
| XII  | Industria e commercio - artigianato - commercio estero                                                              | Michele Viscardi (DC) [dal 09/10/1986] |                                              |
| XIII | Lavoro, assistenza e previdenza sociale, cooperazione                                                               |                                        | Giorgio Ferrari (PLI) [fino al 24/09/1985]   |
| XIII | Lavoro, assistenza e previdenza sociale, cooperazione                                                               | Vincenzo Mancini (DC) [dal 25/09/1985] |                                              |
| XIV  | Igiene e sanità pubblica                                                                                            |                                        | Mario Casalinuovo (PSI)                      |

### Riepilogo della composizione
| Gruppo parlamentare alla Camera dei deputati | Gruppo parlamentare alla Camera dei deputati           | Gruppo parlamentare alla Camera dei deputati           | Gruppo parlamentare alla Camera dei deputati           | Inizio legislatura | 1983 | 1984 | 1985 | 1986 | Fine legislatura |
| -------------------------------------------- | ------------------------------------------------------ | ------------------------------------------------------ | ------------------------------------------------------ | ------------------ | ---- | ---- | ---- | ---- | ---------------- |
|                                              | Democrazia Cristiana (DC)                              | Democrazia Cristiana (DC)                              | Democrazia Cristiana (DC)                              | 224                | 224  | 225  | 226  | 226  | 226              |
|                                              | Partito Comunista Italiano (PCI)                       | Partito Comunista Italiano (PCI)                       | Partito Comunista Italiano (PCI)                       | 172                | 172  | 177  | 177  | 177  | 177              |
|                                              | Partito Socialista Italiano (PSI)                      | Partito Socialista Italiano (PSI)                      | Partito Socialista Italiano (PSI)                      | 73                 | 73   | 73   | 73   | 74   | 74               |
|                                              | Movimento Sociale Italiano - Destra Nazionale (MSI-DN) | Movimento Sociale Italiano - Destra Nazionale (MSI-DN) | Movimento Sociale Italiano - Destra Nazionale (MSI-DN) | 42                 | 42   | 42   | 42   | 42   | 42               |
|                                              | Repubblicano (PRI)                                     | Repubblicano (PRI)                                     | Repubblicano (PRI)                                     | 28                 | 29   | 29   | 29   | 29   | 29               |
|                                              | Partito Socialista Democratico Italiano (PSDI)         | Partito Socialista Democratico Italiano (PSDI)         | Partito Socialista Democratico Italiano (PSDI)         | 23                 | 23   | 23   | 22   | 22   | 22               |
|                                              | Sinistra indipendente (Sin. Ind.)                      | Sinistra indipendente (Sin. Ind.)                      | Sinistra indipendente (Sin. Ind.)                      | 20                 | 20   | 20   | 20   | 20   | 20               |
|                                              | Partito Liberale Italiano (PLI)                        | Partito Liberale Italiano (PLI)                        | Partito Liberale Italiano (PLI)                        | —                  | 16   | 16   | 16   | 16   | 16               |
|                                              | Partito Radicale (P. Rad.)                             | Partito Radicale (P. Rad.)                             | Partito Radicale (P. Rad.)                             | —                  | 11   | 11   | 11   | 9    | 9                |
|                                              | Democrazia Proletaria (DP)                             | Democrazia Proletaria (DP)                             | Democrazia Proletaria (DP)                             | —                  | 7    | 7    | 7    | 7    | 7                |
|                                              | Gruppo misto                                           |                                                        | Non iscritti                                           | 2                  | —    | 2    | 2    | 3    | 3                |
|                                              | Gruppo misto                                           | Südtiroler Volkspartei (SVP)                           | 3                                                      | 3                  | 3    | 3    | 3    | 3    |                  |
|                                              | Gruppo misto                                           | Liga Veneta                                            | 1                                                      | 1                  | 1    | 1    | 1    | 1    |                  |
|                                              | Gruppo misto                                           | Valdostana-Democratici Popolari-UVP (V-Dem. Pop.-UVP)  | 1                                                      | 1                  | 1    | 1    | 1    | 1    |                  |
|                                              | Gruppo misto                                           | Partito Democratico di Unità Proletaria (PDUP)         | 6                                                      | 6                  | —    | —    | —    | —    |                  |
|                                              | Gruppo misto                                           | Partito Sardo d'Azione (P. Sardo d'Az.)                | 1                                                      | 1                  | —    | —    | —    | —    |                  |
|                                              | Gruppo misto                                           | Partito Liberale Italiano (PLI)                        | 16                                                     | —                  | —    | —    | —    | —    |                  |
|                                              | Gruppo misto                                           | Partito Radicale (P. Rad.)                             | 11                                                     | —                  | —    | —    | —    | —    |                  |
|                                              | Gruppo misto                                           | Democrazia Proletaria (DP)                             | 7                                                      | —                  | —    | —    | —    | —    |                  |
| Totale gruppo misto                          | Totale gruppo misto                                    | 48                                                     | 12                                                     | 7                  | 7    | 8    | 8    |      |                  |
| Totale                                       | Totale                                                 | Totale                                                 | Totale                                                 | 630                | 629  | 630  | 630  | 630  | 630              |

#### Modifiche nella composizione dei gruppi parlamentari
1. ↑  Un deputato subentrante aderisce al gruppo DC durante il 1983: Giancarlo Abete il 9 agosto, in sostituzione di Amerigo Petrucci del gruppo Misto-NI.

Un deputato del gruppo DC decede durante il 1983: Luigi Giglia il 21 dicembre, il 18 gennaio 1984 è sostituito da Raffaello Rubino.
2. ↑  Un deputato subentrante aderisce al gruppo DC durante il 1984: Raffaello Rubino il 18 gennaio, in sostituzione di Luigi Giglia.

Due deputati del gruppo DC decedono durante il 1984: Giacomo Sedati il 7 gennaio, il 18 gennaio è sostituito da Bruno Vecchiarelli; Vittoria Quarenghi il 6 febbraio, il 16 febbraio è sostituita da Bruno Ferrari.
3. ↑  Un deputato aderisce al gruppo DC durante il 1985. Abbandonando il gruppo PSDI: Salvatore Genova il 31 maggio.

Due deputati del gruppo DC cessano dal mandato parlamentare durante il 1985: Benito Cazora il 19 giugno, lo stesso giorno è sostituito da Silvia Costa; Renato Dell'Andro il 24 luglio, lo stesso giorno è sostituito da Natale Pisicchio.

Un deputato del gruppo DC decede durante il 1985: Nicola Monfredi il 29 agosto, il 25 settembre è sostituito da Giuseppe Leone.
4. ↑  Tre deputati del gruppo DC cessano dal mandato parlamentare durante il 1986: Lodovico Ligato il 13 gennaio, il 15 gennaio è sostituito da Mario Laganà; Piergiorgio Bressani il 15 gennaio, il giorno successivo è sostituito da Paolo Micolini; Paolo Enrico Moro il 15 settembre, il 18 settembre è sostituito da Giancarlo Galli.

Un deputato del gruppo DC decede durante il 1986: Silvestro Ferrari il 29 agosto, il 18 settembre è sostituito da Ettore Palmiro Pedroni.
5. ↑  Un deputato del gruppo DC cessa dal mandato parlamentare durante il 1987: Roberto Mazzotta il 3 marzo, il 10 marzo è sostituito da Roberto Confalonieri.
6. ↑  Cinque deputati aderiscono al gruppo PCI durante il 1984. Abbandonando il gruppo Misto-PDUP: Luca Cafiero, Famiano Crucianelli, Alfonso Gianni, Lucio Magri e Massimo Serafini il 1º dicembre.

Un deputato subentrante aderisce al gruppo PCI durante il 1984: Mario Cavagna il 24 maggio, in sostituzione di Luciana Castellina del gruppo Misto-PDUP.

Un deputato abbandona il gruppo PCI durante il 1984. Aderisce al gruppo Misto-NI: Silverio Corvisieri il 2 febbraio.

Due deputati del gruppo PCI decedono durante il 1984: Adriana Fabbri Seroni il 9 febbraio, il 22 febbraio è sostituito da Nicola Manca; Enrico Berlinguer l'11 giugno, il 21 giugno è sostituito da Lorenzo Ciocci.
7. ↑  Due deputati del gruppo DC cessano dal mandato parlamentare durante il 1985: Rocco Curcio il 12 giugno, lo stesso giorno è sostituito da Antonio De Gregorio; Mario Birardi il 21 novembre, il 28 novembre è sostituito da Mario Pinna.
8. ↑  Tre deputati del gruppo PCI cessano dal mandato parlamentare durante il 1986: Ugo Spagnoli il 26 febbraio, il giorno successivo è sostituito da Viller Manfredini; Biagio Virgili il 1º ottobre, il giorno successivo è sostituito da Alberto Ferrandi; Antonio Bernardi il 4 dicembre, l'11 dicembre è sostituito da Liliana Albertini.

Un deputato del gruppo PCI decede nel 1986: Fausto Bocchi il 7 maggio, il 22 maggio è sostituito da Elena Montecchi.
9. ↑  Un deputato del gruppo PSI cessa dal mandato parlamentare durante il 1984: Antonio Caldoro il 10 luglio, il giorno successivo è sostituito da Giuseppe Demitry.
10. ↑  Un deputato del gruppo PSI cessa dal mandato parlamentare durante il 1985: Nicola Scaglione il 12 giugno, lo stesso giorno è sostituito da Guido De Martino.

Un deputato del gruppo PSI decede durante il 1985: Loris Fortuna il 5 dicembre, il 12 dicembre è sostituito da Bortolo Mainardi.
11. ↑  Un deputato aderisce al gruppo PSI durante il 1986. Abbandonando il gruppo Misto-NI: Francesco Roccella il 16 aprile.

Due deputati del gruppo PSI cessano dal mandato parlamentare durante il 1986: Bortolo Mainardi il 7 gennaio, il 15 gennaio è sostituito da Roberta Breda; Enrico Manca il 4 dicembre, l'11 dicembre è sostituito da Giampaolo Fatale.
12. ↑  Due deputati del gruppo PSI cessano dal mandato parlamentare durante il 1987: Giampaolo Fatale il 28 gennaio, il giorno successivo è sostituito da Andrea Manna; Paolo Pillitteri il 2 febbraio, il 5 febbraio è sostituito da Michele Achilli.
13. ↑  Due deputati del gruppo MSI-DN decedono durante il 1984: Ferruccio De Michieli Vitturi il 28 giugno, il 4 luglio è sostituito da Gastone Parigi; Marcello Zanfagna il 15 agosto, il 20 settembre è sostituito da Michele Florino.
14. ↑  Un deputato subentrante aderisce al gruppo PRI durante il 1983: Guido Martino il 9 agosto, in sostituzione di Vitale Robaldo del gruppo Misto-NI.
15. ↑  Due deputati del gruppo PRI cessano dal mandato parlamentare durante il 1984: Mario Di Bartolomei il 2 agosto, lo stesso giorno è sostituito da Tommaso Alibrandi; Carlo Fusaro il 20 settembre, lo stesso giorno è sostituito da Roberto Barontini.
16. ↑  Un deputato del gruppo PRI cessa dal mandato parlamentare durante il 1986: Mario Monducci il 5 marzo, il giorno successivo è sostituito da Francesco Quintavalla.
17. ↑  Un deputato del gruppo PRI decede durante il 1983: Michele Di Giesi il 20 novembre, il 30 novembre è sostituito da Eugenio Sarli.
18. ↑  Un deputato abbandona il gruppo PSDI durante il 1985. Aderisce al gruppo DC: Salvatore Genova il 31 maggio.
19. ↑  Un deputato del gruppo PSDI cessa dal mandato parlamentare durante il 1987: Giuseppe Amadei il 5 febbraio, lo stesso giorno è sostituito da Angelo Tansini.
20. ↑  Sedici deputati aderiscono al gruppo PLI durante il 1983. Abbandonando il gruppo Misto-PLI: Renato Altissimo, Antonio Baslini, Paolo Battistuzzi, Alfredo Biondi, Aldo Bozzi, Raffaele Costa, Saverio D'Aquino, Francesco De Lorenzo, Stefano De Luca, Giuseppe Facchetti, Giorgio Ferrari, Savino Melillo, Antonio Patuelli, Pietro Serrentino, Egidio Sterpa e Valerio Zanone il 4 ottobre.
21. ↑  Undici deputati aderiscono al gruppo P. Rad. durante il 1983. Abbandonando il gruppo Misto-P. Rad.: Maria Adelaide Aglietta, Marcello Crivellini, Gianluigi Melega, Mauro Mellini, Toni Negri, Giovanni Negri, Marco Pannella, Francesco Rutelli, Gianfranco Spadaccia e Massimo Teodori il 4 ottobre. Abbandonando il gruppo Misto-NI: Roberto Cicciomessere il 16 novembre.
22. ↑  Tre deputati del gruppo P. Rad. cessano dal mandato parlamentare durante il 1984: Giovanni Negri il 5 luglio, l'11 luglio è sostituito da Francesco Roccella; Mauro Mellini il 20 settembre, lo stesso giorno è sostituito da Sergio Stanzani; Roberto Cicciomessere il 13 novembre, il giorno successivo è sostituito da Giuseppe Calderisi.
23. ↑  Due deputati abbandonano il gruppo P. Rad. durante il 1986. Aderiscono al gruppo Misto-NI: Francesco Roccella il 28 febbraio, Marcello Crivellini il 5 marzo.

Quattro deputati del gruppo P. Rad. cessano dal mandato parlamentare durante il 1986: Gianluigi Melega il 12 giugno, il giorno successivo è sostituito da Franco Corleone; Maria Adelaide Aglietta e Gianfranco Spadaccia il 30 settembre, il 2 ottobre sono sostituiti rispettivamente da Alessandro Tessari e Angiolo Bandinelli; Marco Pannella il 3 dicembre, il 5 dicembre è sostituito da Emma Bonino.
24. ↑  Un deputato del gruppo P. Rad. cessa dal mandato parlamentare durante il 1987: Giuseppe Calderisi il 19 febbraio, lo stesso giorno è sostituito da Mariateresa Di Lascia.
25. ↑  Sette deputati aderiscono al gruppo DP durante il 1983. Abbandonando il gruppo Misto-DP: Franco Calamida, Mario Capanna, Massimo Gorla, Guido Pollice, Edoardo Ronchi, Franco Russo e Gianni Tamino il 4 ottobre.
26. ↑  Un deputato aderisce al gruppo Misto-NI durante il 1983. Abbandonando il gruppo Misto-P. Rad.: Roberto Cicciomessere il 4 ottobre.

Un deputato abbandona il gruppo Misto-NI durante il 1983. Aderisce al gruppo P. Rad.: Roberto Cicciomessere il 16 novembre.

Due deputati del gruppo Misto-NI decedono durante il 1983: Vitale Robaldo il 13 luglio, il 9 agosto è sostituito da Guido Martino che aderisce al gruppo PRI; Amerigo Petrucci il 31 luglio, il 9 agosto è sostituito da Giancarlo Abete che aderisce al gruppo DC.
27. ↑  Un deputato aderisce al gruppo Misto-NI durante il 1984. Abbandonando il gruppo PCI: Silverio Corvisieri il 2 febbraio.

Un deputato subentrante aderisce al gruppo Misto-NI durante il 1984: Giovanni Battista Columbu il 20 settembre, in sostituzione di Mario Melis del gruppo Misto-P. Sardo d'Az.
28. ↑  Due deputati aderiscono al gruppo Misto-NI durante il 1986. Abbandonando il gruppo P. Rad.: Francesco Roccella il 28 febbraio, Marcello Crivellini il 5 marzo.

Un deputato abbandona il gruppo Misto-NI durante il 1986. Aderisce al gruppo PSI: Francesco Roccella il 16 aprile.
29. ↑  Cinque deputati abbandonano il gruppo Misto-PDUP durante il 1984. Aderiscono al gruppo PCI : Luca Cafiero, Famiano Crucianelli, Alfonso Gianni, Lucio Magri e Massimo Serafini il 1º dicembre.

Una deputata del gruppo Misto-PDUP cessa dal mandato parlamentare durante il 1984: Luciana Castellina il 23 maggio, il giorno successivo è sostituita da Mario Cavagna che aderisce al gruppo PCI.
30. ↑  Un deputato del gruppo Misto-P. Sardo d'Az. cessa dal mandato parlamentare durante il 1984: Mario Melis il 20 settembre, lo stesso giorno è sostituito da Giovanni Battista Columbu che aderisce al gruppo Misto-NI.
31. ↑  Sedici deputati abbandonano il gruppo Misto-PLI durante il 1983. Aderiscono al gruppo PLI: Renato Altissimo, Antonio Baslini, Paolo Battistuzzi, Alfredo Biondi, Aldo Bozzi, Raffaele Costa, Saverio D'Aquino, Francesco De Lorenzo, Stefano De Luca, Giuseppe Facchetti, Giorgio Ferrari, Savino Melillo, Antonio Patuelli, Pietro Serrentino, Egidio Sterpa e Valerio Zanone il 4 ottobre.
32. ↑  Undici deputati abbandonano il gruppo Misto-P. Rad. durante il 1983. Aderiscono al gruppo P. Rad.: Maria Adelaide Aglietta, Marcello Crivellini, Gianluigi Melega, Mauro Mellini, Toni Negri, Giovanni Negri, Marco Pannella, Francesco Rutelli, Gianfranco Spadaccia e Massimo Teodori il 4 ottobre. Aderisce al gruppo Misto-NI: Roberto Cicciomessere il 4 ottobre.

Una deputata del gruppo Misto-P. Rad. cessa dal mandato parlamentare durante il 1983: Emma Bonino il 10 agosto, lo stesso giorno è sostituita da Roberto Cicciomessere.
33. ↑  Sette deputati abbandonano il gruppo Misto-DP durante il 1983. Aderiscono al gruppo DP: Franco Calamida, Mario Capanna, Massimo Gorla, Guido Pollice, Edoardo Ronchi, Franco Russo e Gianni Tamino il 4 ottobre.

#### Modifiche nella nomenclatura dei gruppi parlamentari
1. ↑  Il gruppo Partito Liberale Italiano (PLI) si forma il 4 ottobre 1983 con sedici deputati aderenti provenienti dal gruppo Misto-PLI.
2. ↑  Il gruppo Partito Radicale (P. Rad.) si forma il 4 ottobre 1983 con dieci deputati aderenti provenienti dal gruppo Misto-P. Rad.
3. ↑  Il gruppo Democrazia Proletaria (DP) si forma il 4 ottobre 1983 con sette deputati aderenti provenienti dal gruppo Misto-DP.
4. ↑  La componente Valdostana - UVP - Partito Popolare (V-UVP-PP) cambia nome in Valdostana-Democratici Popolari-UVP (V-Dem. Pop.-UVP) il 4 ottobre.
5. ↑  La componente Partito Democratico di Unità Proletaria (PDUP) cessa il 1º dicembre 1984.
6. ↑  La componente Partito Sardo d'Azione (P. Sardo d'Az.) cessa il 20 settembre 1984.
7. ↑  La componente Partito Liberale Italiano (PLI) cessa il 4 ottobre 1983.
8. ↑  La componente Partito Radicale (P. Rad.) cessa il 4 ottobre 1983.
9. ↑  La componente Democrazia Proletaria (DP) cessa il 4 ottobre 1983.

## Senato della Repubblica

### Consiglio di presidenza

#### Presidenti
- Francesco Cossiga (DC) [fino al 24/06/1985] - L'elezione è avvenuta il 12 luglio 1983
- Amintore Fanfani (DC) [fino al 17/04/1987] - L'elezione è avvenuta il 9 luglio 1985
- Giovanni Malagodi (PLI) - L'elezione è avvenuta il 22 aprile 1987.

#### Vicepresidenti
- Giorgio De Giuseppe (DC)
- Libero Della Briotta (PSI) [fino al 10/06/1985]
- Giglia Tedesco (PCI)
- Enzo Enriques Agnoletti (Sin. Ind.) [fino al 25/09/1985]
- Gino Scevarolli (PSI) [dal 10/07/1985]
- Adriano Ossicini (Sin. Ind.) [dal 03/10/1985]

#### Questori
- Carmelo Santalco (DC)
- Eugenio Bozzello Verole (PSI)
- Silvio Miana (PCI)

#### Segretari
- Renzo Sclavi (PSDI)
- Aride Rossi (PRI)
- Vittorino Colombo (DC)
- Francesco Antonio De Cataldo (PSI)
- Vito Consoli (PCI)
- Giovanni Battista Urbani (PCI)
- Vincenzo Palumbo (PLI)
- Cristoforo Filetti (MSI-DN)

### Capigruppo parlamentari
| Gruppo parlamentare | Gruppo parlamentare                           | Presidente | Seggi     |
| ------------------- | --------------------------------------------- | --- | --------- |
|                     | Democratico Cristiano                         | Antonio Bisaglia [fino al 24/06/1984] Nicola Mancino [dal 04/07/1984]                                              | 121 / 325 |
|                     | Comunista                                     | Gerardo Chiaromonte [fino al 24/04/1986] Ugo Pecchioli [dal 24/04/1986]                                            | 92 / 325  |
|                     | Partito Socialista Italiano                   | Fabio Fabbri [fino al 06/08/1986] Giuliano Vassalli [dal 06/08/1986]                                               | 40 / 325  |
|                     | Movimento Sociale Italiano - Destra Nazionale | Araldo di Crollalanza [fino al 10/04/1985] Michele Marchio [dal 10/04/1985]                                        | 18 / 325  |
|                     | Sinistra indipendente                         | Adriano Ossicini [fino al 19/06/1985] Claudio Napoleoni [dal 19/06/1985]                                           | 17 / 325  |
|                     | Repubblicano                                  | Libero Gualtieri                                                                                                   | 12 / 325  |
|                     | Partito Socialista Democratico Italiano       | Gianfranco Conti Persini [fino all'11/08/1983] Dante Schietroma [dall'11/08/1983]                                  | 9 / 325   |
|                     | Misto                                         | Giovanni Malagodi [fino al 05/10/1983] Peter Brugger [dal 06/10/1983 al 06/04/1986] Pietro Fosson [dal 26/06/1986] | 9 / 325   |
|                     | Partito Liberale Italiano                     | Giovanni Malagodi                                                                                                  | 6 / 325   |

### Commissioni parlamentari
| #    | Commissione | Presidente                                | Presidente                                    |
| ---- | --- | ----------------------------------------- | --------------------------------------------- |
| I    | Affari costituzionali, affari della Presidenza del Consiglio e dell'Interno, ordinamento generale dello Stato e della Pubblica Amministrazione |                                           | Francesco Paolo Bonifacio (DC)                |
| II   | Giustizia |                                           | Giuliano Vassalli (PSI) [fino al 28/10/1986]  |
| II   | Giustizia | Franco Castiglione (PSI) [dal 29/10/1986] |                                               |
| III  | Affari esteri |                                           | Paolo Emilio Taviani (DC)                     |
| IV   | Difesa |                                           | Francesco Parrino (PSDI) [fino al 26/09/1985] |
| IV   | Difesa | Luigi Franza (PSDI) [dal 26/09/1985]      |                                               |
| V    | Programmazione economica, bilancio |                                           | Mario Ferrari Aggradi (DC)                    |
| VI   | Finanze e tesoro |                                           | Claudio Venanzetti (PRI)                      |
| VII  | Istruzione pubblica e belle arti, ricerca scientifica, spettacolo e sport                                                                      |                                           | Salvatore Valitutti (PLI)                     |
| VIII | Lavori pubblici, comunicazioni |                                           | Roberto Spano (PSI)                           |
| IX   | Agricoltura |                                           | Carlo Baldi (DC)                              |
| X    | Industria, commercio, turismo |                                           | Francesco Rebecchini (DC)                     |
| XI   | Lavoro, previdenza sociale |                                           | Gino Giugni (PSI)                             |
| XII  | Igiene e sanità |                                           | Adriano Bompiani (DC)                         |

### Riepilogo della composizione
| Gruppo parlamentare al Senato della Repubblica | Gruppo parlamentare al Senato della Repubblica         | Gruppo parlamentare al Senato della Repubblica         | Gruppo parlamentare al Senato della Repubblica         | Inizio legislatura | 1983 | 1984 | 1985 | 1986 | Fine legislatura |
| ---------------------------------------------- | ------------------------------------------------------ | ------------------------------------------------------ | ------------------------------------------------------ | ------------------ | ---- | ---- | ---- | ---- | ---------------- |
|                                                | Democratico Cristiano (DC)                             | Democratico Cristiano (DC)                             | Democratico Cristiano (DC)                             | 121                | 121  | 121  | 121  | 121  | 121              |
|                                                | Comunista (PCI)                                        | Comunista (PCI)                                        | Comunista (PCI)                                        | 90                 | 90   | 90   | 91   | 92   | 92               |
|                                                | Partito Socialista Italiano (PSI)                      | Partito Socialista Italiano (PSI)                      | Partito Socialista Italiano (PSI)                      | 38                 | 38   | 39   | 39   | 39   | 39               |
|                                                | Movimento Sociale Italiano - Destra Nazionale (MSI-DN) | Movimento Sociale Italiano - Destra Nazionale (MSI-DN) | Movimento Sociale Italiano - Destra Nazionale (MSI-DN) | 18                 | 18   | 18   | 18   | 18   | 18               |
|                                                | Sinistra indipendente (Sin. Ind.)                      | Sinistra indipendente (Sin. Ind.)                      | Sinistra indipendente (Sin. Ind.)                      | 19                 | 19   | 18   | 18   | 17   | 17               |
|                                                | Repubblicano (PRI)                                     | Repubblicano (PRI)                                     | Repubblicano (PRI)                                     | 12                 | 12   | 12   | 12   | 12   | 12               |
|                                                | Partito Socialista Democratico Italiano (PSDI)         | Partito Socialista Democratico Italiano (PSDI)         | Partito Socialista Democratico Italiano (PSDI)         | 9                  | 9    | 9    | 9    | 9    | 9                |
|                                                | Partito Liberale Italiano (PLI)                        | Partito Liberale Italiano (PLI)                        | Partito Liberale Italiano (PLI)                        | —                  | 6    | 6    | 6    | 6    | 6                |
|                                                | Gruppo misto                                           |                                                        | Non iscritti                                           | 2                  | 2    | 3    | 3    | 3    | 3                |
|                                                | Gruppo misto                                           | Südtiroler Volkspartei (SVP)                           | 3                                                      | 3                  | 3    | 3    | 2    | 2    |                  |
|                                                | Gruppo misto                                           | Liga Veneta                                            | 1                                                      | 1                  | 1    | 1    | 1    | 1    |                  |
|                                                | Gruppo misto                                           | Union Valdôtaine (UV)                                  | 1                                                      | 1                  | 1    | 1    | 1    | 1    |                  |
|                                                | Gruppo misto                                           | Partito Sardo d'Azione (P. Sardo d'Az.)                | 1                                                      | 1                  | 1    | 1    | 1    | 1    |                  |
|                                                | Gruppo misto                                           | Partito Radicale (P. Rad.)                             | 1                                                      | 1                  | 1    | 1    | 1    | 1    |                  |
|                                                | Gruppo misto                                           | Partito Liberale Italiano (PLI)                        | 6                                                      | —                  | —    | —    | —    | —    |                  |
| Totale gruppo misto                            | Totale gruppo misto                                    | 15                                                     | 9                                                      | 10                 | 10   | 9    | 9    |      |                  |
| Totale                                         | Totale                                                 | Totale                                                 | Totale                                                 | 322                | 322  | 323  | 324  | 323  | 323              |

#### Modifiche nella composizione dei gruppi parlamentari
1. ↑  Un senatore del gruppo DC cessa dal mandato parlamentare durante il 1984: Giuseppe Miroglio il 14 febbraio, il giorno successivo è sostituito da Carlo Donat-Cattin.

Quattro senatori del gruppo DC decedono durante il 1984: Aldo Mazzini Sandulli l'11 febbraio, il 15 febbraio è sostituito da Augusto Del Noce; Giuseppe Fracassi il 15 aprile, il 18 aprile è sostituito da Corradino Di Stefano; Onio Della Porta il 28 aprile, il 9 maggio è sostituito da Mario Costa; Antonio Bisaglia il 24 giugno, l'11 luglio è sostituito da Emilio Neri.
2. ↑  Tre senatori del gruppo DC cessano dal mandato parlamentare durante il 1985: Francesco Cossiga il 3 luglio, il 9 luglio è sostituito da Angelo Lai; Rodolfo Tambroni Armaroli il 25 luglio, il 31 luglio è sostituito da Angelo Lotti; Nicola Signorello il 22 ottobre, il 24 ottobre è sostituito da Giuseppe Oriana.

Un senatore del gruppo DC decede durante il 1985: Angelo Tomelleri il 23 giugno, il 9 luglio è sostituito da Giuliano Gusso.
3. ↑  Tre senatori del gruppo DC cessano dal mandato parlamentare durante il 1986: Pietro Padula il 16 gennaio, il 22 gennaio è sostituito da Gian Pietro Rossi che a sua volta cessa dal mandato il 24 giugno, il giorno successivo è sostituito da Felice Calcaterra; Nicola Lapenta il 25 febbraio, il 27 febbraio è sostituito da Francesco Salerno.

Un senatore del gruppo DC decede durante il 1986: Carlo Romei il 16 ottobre, il 22 ottobre è sostituito da Ernesto Pucci.
4. ↑  Un senatore del gruppo DC decede durante il 1987: Angelo Lotti il 15 giugno, il 23 giugno è sostituito da Alfredo Trifogli.
5. ↑  Un senatore del gruppo PCI decede durante il 1983: Umberto Terracini il 6 dicembre, il 14 dicembre è sostituito da Giuseppe Botti.
6. ↑  Due senatori del gruppo PCI decedono durante il 1984: Alfredo Alfani il 5 marzo, il 7 marzo è sostituito da Enrico Giuseppe Graziani; Dario Valori il 20 marzo, il 23 marzo è sostituito da Giancarlo Comastri.
7. ↑  Un senatore aderisce al gruppo PCI durante il 1985. Abbandonando il gruppo PSI: Francesco Greco il 16 gennaio.

Due senatori del gruppo PCI decedono durante il 1985: Antonino Papalia il 9 aprile, il 17 aprile è sostituito da Lionello Puppi; Mario Cheri il 12 novembre, il 22 novembre è sostituito da Mario Birardi.
8. ↑  Un senatore subentrante aderisce al gruppo PCI durante il 1986: Sergio Gigli il 23 settembre, in sostituzione di Enzo Enriques Agnoletti del gruppo Sin. Ind.

Due senatori del gruppo PCI cessano dal mandato parlamentare durante il 1986: Giuseppe Botti il 24 giugno, il giorno successivo è sostituito da Alessandro Lippi; Giuliano Procacci il 20 novembre, il 26 novembre è sostituito da Italo Nicoletto.
9. ↑  Un senatore aderisce al gruppo PSI durante il 1984. Nominato senatore a vita: Norberto Bobbio il 31 luglio.
10. ↑  Un senatore aderisce al gruppo PSI durante il 1985. Poiché ex Presidente della Repubblica: Sandro Pertini il 29 giugno.

Un senatore abbandona il gruppo PSI durante il 1985. Aderisce al gruppo PCI: Francesco Greco il 16 gennaio.
11. ↑  Un senatore del gruppo MSI-DN cessa dal mandato parlamentare durante il 1984: Pino Romualdi il 19 settembre, il 25 settembre è sostituito da Ferdinando Signorelli.
12. ↑  Un senatore del gruppo MSI-DN cessa dal mandato parlamentare durante il 1985: Pietro Pirolo il 6 maggio, il 15 maggio è sostituito da Roberto Galdieri.
13. ↑  Due senatori del gruppo MSI-DN decedono durante il 1986: Araldo di Crollalanza il 18 gennaio, il 29 gennaio è sostituito da Antonio Del Prete; Roberto Galdieri il 24 marzo, il 26 marzo è sostituito da Nicola Costanzo.
14. ↑  Un senatore del gruppo MSI-DN decede durante il 1987: Pietro Pistolese il 6 maggio, il giorno successivo è sostituito da Gerardo De Prisco.
15. ↑  Un senatore del gruppo Sin. Ind. decede durante il 1984: Eduardo De Filippo il 31 ottobre.
16. ↑  Un senatore del gruppo Sin. Ind. decede durante il 1986: Enzo Enriques Agnoletti il 7 settembre, il 18 settembre è sostituito da Sergio Gigli che aderisce al gruppo PCI.
17. ↑  Un senatore del gruppo PSDI decede durante il 1985: Francesco Parrino il 26 novembre, il 29 novembre è sostituito da Salvatore Bellafiore.
18. ↑  Sei senatori aderiscono al gruppo PLI durante il 1983. Abbandonando il gruppo Misto-PLI: Attilio Bastianini, Giuseppe Fassino, Pietro Fiocchi, Giovanni Malagodi, Vincenzo Palumbo e Salvatore Valitutti il 5 ottobre.
19. ↑  Un senatore aderisce al gruppo Misto-NI durante il 1984. Nominato senatore a vita: Carlo Bo il 31 luglio.
20. ↑  Un senatore del gruppo Misto-SVP decede durante il 1986: Peter Brugger il 6 aprile. Poiché il senatore era stato eletto con sistema uninominale, che non consente il subentro, si indicono elezioni suppletive il 24 maggio 1987 (poi annullate per la fine anticipata della legislatura).
21. ↑  Sei senatori abbandonano il gruppo Misto-PLI durante il 1983. Aderiscono al gruppo PLI: Attilio Bastianini, Giuseppe Fassino, Pietro Fiocchi, Giovanni Malagodi, Vincenzo Palumbo e Salvatore Valitutti il 5 ottobre.

#### Modifiche nella nomenclatura dei gruppi parlamentari
1. ↑  Il gruppo Partito Liberale Italiano (PLI) si forma il 5 ottobre 1983 con sei senatori aderenti provenienti dal gruppo Misto-PLI.
2. ↑  La componente Partito Liberale Italiano (PLI) cessa il 5 ottobre 1983.